# نانا آکوفو-آدودو
نانا آدو دانکوا آکوفو-آدودو (انگلیسی: Nana Addo Dankwa Akufo-Addo ; ‎/æˈkʊfoʊ ɑːˈdoʊ/‎ ‎/æˈkʊfoʊ ɑːˈdoʊ/‎ a-KUUF-oh ah-DOH ; زادهٔ ۲۹ مارس ۱۹۴۴) سیاست‌مدار اهل غنا است. او در حال حاضر رئیس‌جمهور غنا است. وی از تاریخ ۷ ژانویه ۲۰۲۱ به ریاست جمهوری رسیده‌است. او پیش‌تر از ۲۰۰۱ تا ۲۰۰۳ به عنوان دادستان کل و از ۲۰۰۳ تا ۲۰۰۷ به عنوان وزیر امور خارجه در دولت کوفور خدمت کرده‌است.
نانا آکوفو-آدودو در انتخابات سراسری غنا (۲۰۲۰) بر رقیبش جان درامانی ماهاما پیروز شد.